# 謝潤
謝潤（1426年—？），字德澤，直隸徽州府祁門縣（今安徽祁門縣）人，明朝政治人物。天順庚辰進士。官至僉事。

## 生平
應天府鄉試第一百八十六名。天順四年（1460年）庚辰科進士。授刑部主事，陞浙江按察司僉事，屢折疑獄。

## 家族
曾祖謝尹護。祖父謝能靜。父謝文達。